# Radomir Knoll
Der Radomir Knoll (englisch; bulgarisch Радомирска могила Radomirska mogila) ist ein rund 300 m hoher Hügel auf der Livingston-Insel im Archipel der Südlichen Shetlandinseln. Als südlicher Ausläufer des Friesland Ridge in den Tangra Mountains ragt er 2,4 km südsüdöstlich des St. Cyril Peak, 2,6 km nordöstlich des Yambol Peak und 2,4 km nordöstlich des Samuel Point oberhalb der Eismassen des Prespa-Gletschers auf.
Die bulgarische Kommission für Antarktische Geographische Namen benannte ihn 2004 nach der Ortschaft Radomir im Westen Bulgariens benannt.